# Guyane, territoire d'avenirs
 (février 2021).
Si vous disposez d'ouvrages ou d'articles de référence ou si vous connaissez des sites web de qualité traitant du thème abordé ici, merci de compléter l'article en donnant les références utiles à sa vérifiabilité et en les liant à la section « Notes et références ».
Guyane, territoire d’avenirs est une opération d'intérêt national (OIN) qui a pour objectif l’aménagement des principaux pôles urbains de Guyane,  en accueillant du logement et de l’activité économique, dans un cadre urbain qualitatif.
Il s’agit de la première opération d’intérêt national en Outre-Mer.

## Historique
L’OIN Guyane a été instauré par le décret n° 2016-1736 du 14 décembre 2016

## Périmètre
Cette opération d’intérêt national est constituée de 24 périmètres, représentant une surface de près de 5800 hectares sur 9 communes différentes. Il s’agit de la plus grande OIN de France concernant la superficie aménagée.

## Mise en œuvre
La mise en œuvre de l’OIN Guyane, est réalisée par l’EPFAG, établissement Public Foncier et d’Aménagement de la Guyane.
L’OIN étant un catalyseur de projet, le positionnement de l’EPFAG doit pouvoir permettre d’activer toutes les initiatives, publiques ou privées, même si elles n’émanent pas de l’établissement. Il se positionne comme un ensemblier, garant de la cohérence d’aménagement.